# Phillips Nunatak
Il Phillips Nunatak è un nunatak, o picco roccioso isolato, situato lungo il bordo di una piccola scarpata ghiacciata, 13 km a nord del Monte Wanous, nel Patuxent Range, nei Monti Pensacola, in Antartide. 
Il nunatak è stato mappato dall'United States Geological Survey (USGS) sulla base di rilevazioni e foto aeree scattate dalla U.S. Navy nel periodo 1956-66.
La denominazione è stata assegnata dall'Advisory Committee on Antarctic Names (US-ACAN), in onore di Harry G. Phillips, cuoco presso la Stazione Palmer nell'inverno del 1967.